# Emil Brenning

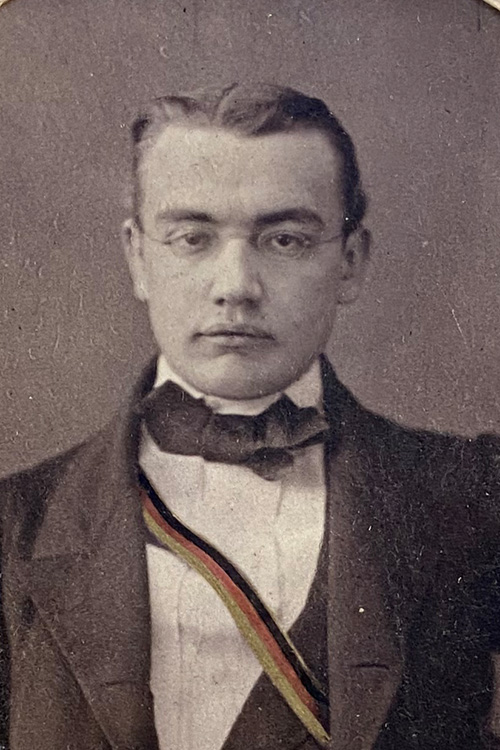
Emil Brenning als Burschenschafter in Göttingen, 1858

Gottlieb Heinrich Georg Emil Brenning (* 15. April 1837 in Hann. Münden; † 24. Januar 1915 in Weener in Ostfriesland) war ein deutscher Gymnasiallehrer, Philologe und Literaturhistoriker.

## Leben
Brenning absolvierte das Gymnasium und studierte danach Theologie, Geschichte, Klassische Archäologie und Literaturgeschichte an der Universität Marburg und an der Universität Göttingen. In Göttingen trat er 1858 der Burschenschaft Germania bei. Er wurde 1863 in Marburg zum Dr. phil. promoviert. 1860 wurde er Lehrer an der Frankenbergschen Höheren Töchterschule in Kassel. Danach war er Hauslehrer am Hofe des Großherzogs von Mecklenburg-Schwerin Friedrich Franz II.
1865 erhielt Brenning die Stelle eines Lehrers am Alten Gymnasium in Bremen. Daneben wirkte der Philologe als Literaturhistoriker sowie im wissenschaftlichen Bereich in Bremen in verschiedenen Vereinen, u. a. im Verein Vorwärts, im Künstlerverein in Bremen und im Evangelischen Bund in Bremen. Er arbeitete auch für die Weser-Zeitung und für die Bremer Nachrichten. 1899 wurde ihm vom Senat der Professorentitel verliehen.
Brenning war 1900 zusammen mit Kunsthallendirektor Gustav Pauli und Pastor Albert Kalthoff Mitgründer des Goethebundes Bremen, dem 1903 bereits 1427 Mitglieder und 17 Vereine angehörten.
Er wurde auf dem Riensberger Friedhof in Bremen beerdigt.
Die Brenningstraße in Bremen, Stadtteil Obervieland, wurde nach ihm benannt.

## Werke
- Die Lehre vom Schönen bei Plotin, im Zusammenhange seines Systems, Vandenhoeck & Ruprecht, Göttingen 1864. (Volltext)
- Die Gestalt des Sokrates in der Litteratur des vorigen Jahrhunderts.
- Geschichte der deutschen Litteratur. M. Schauenburg, Lahr 1883.
- Goethe nach Leben und Dichtung. 1889.
- Gottfried Keller nach seinem Leben und Dichten. Ein Versuch. M. Heinsius Nachfolger, 1892.
- Hilfsbuch für die Deutsche Literaturgeschichte. 1906.